# ロータス・79
ロータス 79 (Lotus 79) は、チーム・ロータスが1978年のF1世界選手権参戦用に開発したフォーミュラ1カー。コーリン・チャップマンらがデザインした。ロータスにおける呼称はジョン・プレイヤー・スペシャル・マークIV (John Player Special Mk. IV) 。
デビューイヤーの1978年に6勝（マリオ・アンドレッティ5勝、ロニー・ピーターソン1勝）を挙げ、1979年まで実戦投入された。ボディデザインの美しさと相まって「ブラックビューティー」と呼ばれ、現在でも世界中のモータースポーツジャーナリストたちが「史上もっとも美しかったF1マシン」として名を挙げる。

## 概要
「79」は、前年型マシンで「ウィングカー」と呼ばれた「78」を空力面などでさらに発展させたグラウンド・エフェクト・カーである。

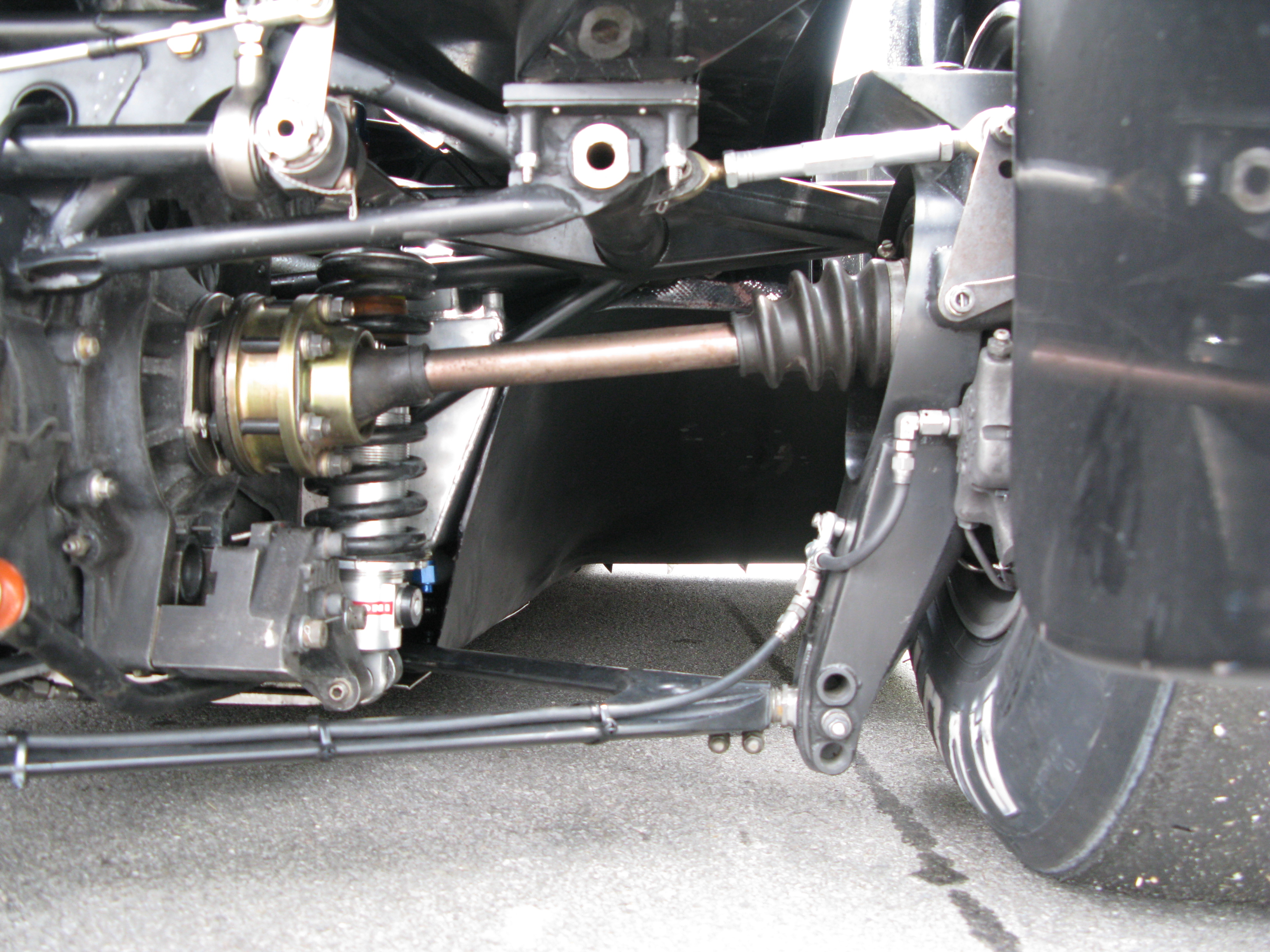
79のベンチュリー構造を後方から

79では78と比較して様々な点において改良が加えられた。
78では燃料タンクがサイドポンツーン内にも置かれていたが、79ではレギュレーションの変更にともない燃料タンクをコクピット後方のひとつにまとめることで、サイドポンツーン内のベンチュリ構造を最適な形状に改めている。78ではアウトボード式のリヤサスペンションや排気管が気流の通路に露出していたので、サスペンションをインボード式とし、排気管を上方排気に変更した。ベンチュリ構造をさらに後方に伸ばし、内部を気流がスムーズに通過することで、多くのダウンフォースを得られるようになった。ダウンフォースの発生する負圧帯を後方寄りに修正したことで空力バランスが整い、リアウイングを小型化したことでドラッグが減った。
また、床下を密封するため、スプリング付きの可動板を路面に押しつけるスライディングスカートを採用した。これはウルフの1978年用のマシンであるWR5で初採用されたものを参考にしている。地面に擦りつけるスカートの下端にはセラミック素材を使用した。
モノコックやボディ形状も見直された。78では箱型のモノコックに整流パーツを取り付けていたが、79ではフットボックスを補強したモノコックにアッパーカウルを被せる方式に変更した。その他ではオイルクーラーをノーズから左舷サイドポンツーン内に移設、エンジンカウルのインダクションポッドを廃止、リアウイングを左右の翼端板で支持するタイプに変更、などの改良点がある。
これらの改良・変更によってサイドポンツーン下のベンチュリーは78と比較してより高いダウンフォースを安定して発生させる装置となった。

## 開発と使用

### 1978年

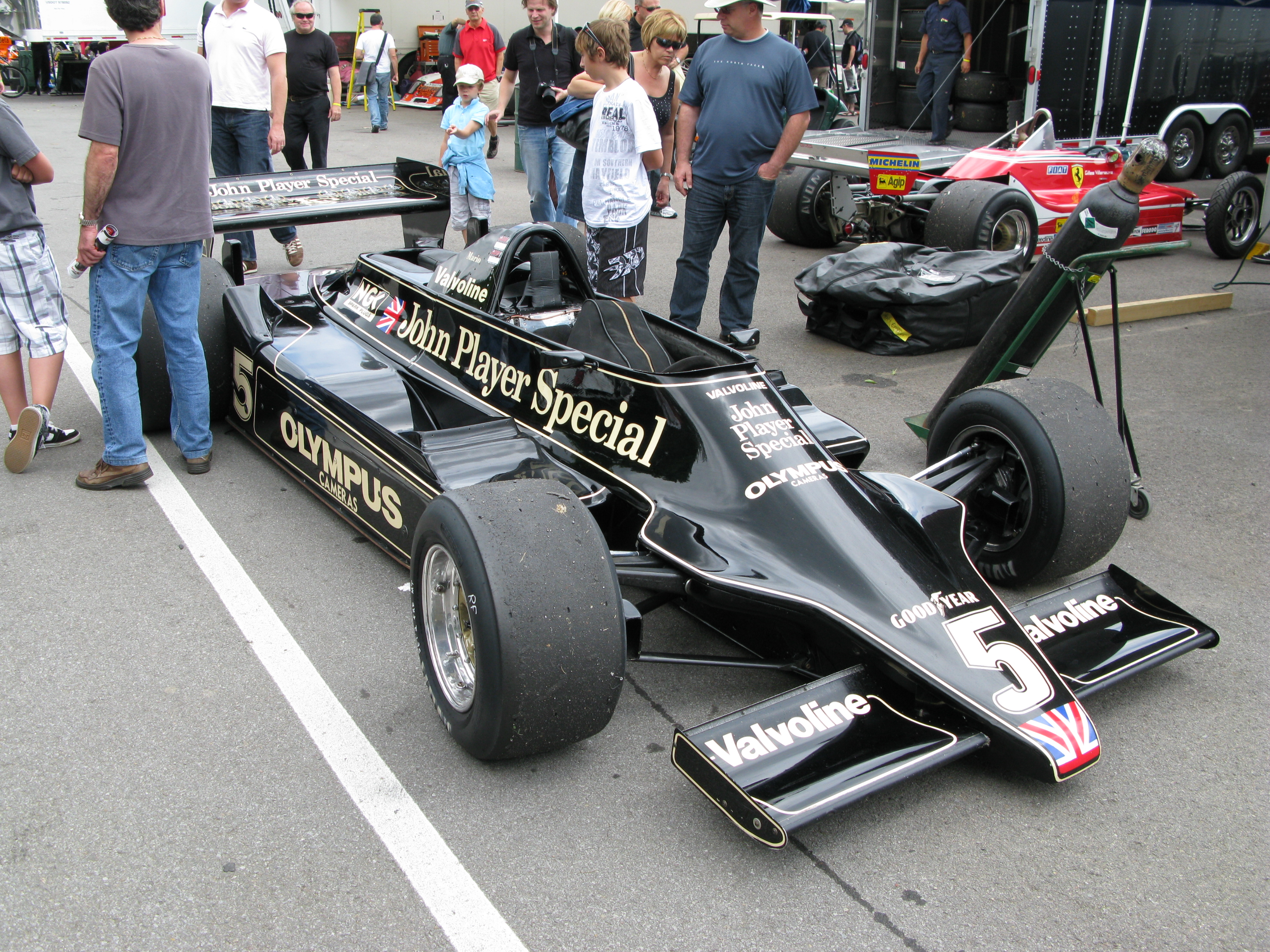
2009年7月、モントランブラン・サーキット パドックでの79

79の開発作業は1977年シーズンの序盤に始まった。チャップマンはイースター休暇中にまとめたアイデアスケッチをもとに、ピーター・ライトら技術陣を指揮した。デビューして間もない78の熟成を望む声もあったが、チャップマンは独自の先見性とワンマンぶりによって計画を推進した。開発は78のコンセプトを下敷きにして、グラウンド・エフェクト・カーとして煮詰めが甘い部分を洗練する方向で進んだが、機械設計担当のマーチン･オジルビィらがチームから脱退した為、チャップマンが設計実務により深く関与しなければならなくなり、例えばモノコックシャシに於けるハニカムサンドイッチ材の使用面積が減るなど、設計技術的には78より後退した部分も見られる。
1977年12月に1号車が完成し、ポール・リカール・サーキットでシェイクダウンが行われたが、飛躍的に増大したダウンフォースに対してシャシーの剛性不足が判明したため、改修作業が行われた。この段階では、モノコックのフットボックスはドライバの足を包み込む様に膝の高さまでしかなく、コラムシャフトがその上を通るなど極端に狭く低いシャシであった。このシャシは非常に小型で軽量に作られていたが、捻じりに対する断面二次極モーメントの不足は決定的であり、すぐにステアリングコラムまで高さを増した、巨大だが高剛性なモノコックが設計された。また空力設計の面では、トップデッキが強いウェッジシェイプを形成するボディや、サイドポンツーン後部がリアタイヤ内側へ絞り込まれている点など、後の実戦型とはデザインが異なる。強いウェッジシェイプとむき出しのリヤタイヤはリヤウイングの効率を落としセッティングの自由度を低下させていることが判り、トップデッキは下げられ、リヤタイヤ前にはストレーキが追加された。ゲトラグと共同開発した、クラッチレスのシーケンシャル式ギアボックスをテストしたが耐久性が改善されず、業を煮やしたマリオ･アンドレッティがチャップマンに対し『今年はシリーズチャンピオンを狙うから、邪魔をするな』と強く詰め寄り、最終的には信頼性のあるヒューランドFG400が選択された。
1978年3月のノンタイトル戦「デイリーエクスプレス・インターナショナル・トロフィー」には2号車が出走した。ボディワークは完成型に近いものになったが、レース中にマリオ・アンドレッティがクラッシュしてマシンを壊してしまったため、グランプリへの投入はさらに遅れた。
第5戦モナコGPでは予選のみ試走し、実戦投入は第6戦ベルギーGPからとなった。デビューレースではアンドレッティがドライブし、見事にポール・トゥ・ウィンを飾った（ロニー・ピーターソンは78に乗り2位）。第7戦スペインGPよりロールバーの形状が変更され、また、オリンパスの参加によりスポンサーロゴの配置が変更された。

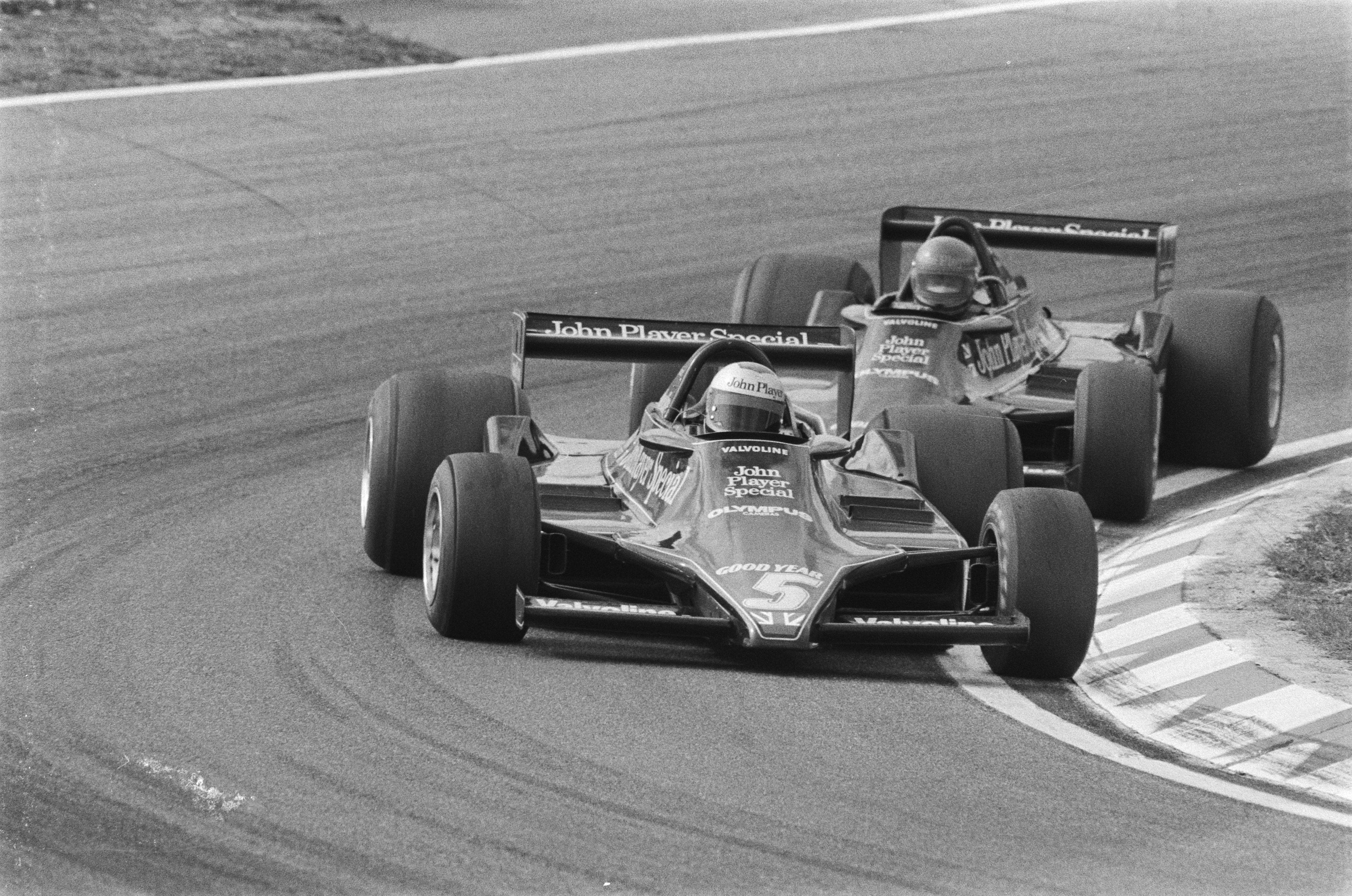
1978年オランダGPにて、アンドレッティとピーターソンのランデブー走行

この年、79は圧倒的な速さを見せた。出走11戦中、フランスGPをのぞく10戦でポールポジションを獲得。アンドレッティとピーターソンはスペインGP、フランスGP、オランダGPの3回にわたってワンツーフィニッシュを達成し、リアウィングには勝利数を示す月桂冠のウィニングマークが誇らしげに貼られた。他チームのマシンより1周2秒も速いため、予選では手加減して走ったほどだった。
第8戦スウェーデンGPでは「ファン・カー」ことブラバム・BT46Bに敗北を喫したが、チャップマンはブラバムに抗議する一方、ライトに命じて79に2基のファンを取り付ける改造プランを研究させた。風洞で模型実験を行い、2戦後に実戦投入するという目標も立てられたが、BT46Bが使用禁止となったことで、この「究極のグラウンド・エフェクト・カー」は幻となった。
第13戦イタリアGPでは、78に乗るピーターソンがスタート直後に発生した多重クラッシュの影響で事故死し、シーズン残り2戦はジャン＝ピエール・ジャリエが出場した。
ドライバーズランキングではアンドレッティがチャンピオンとなり、ピーターソンが2位を獲得。ロータスは16戦中8勝（78で2勝、79で6勝）を挙げ、1973年以来のコンストラクターズチャンピオンも獲得した。これがロータスにとって最後のタイトル獲得となった。

### 1979年

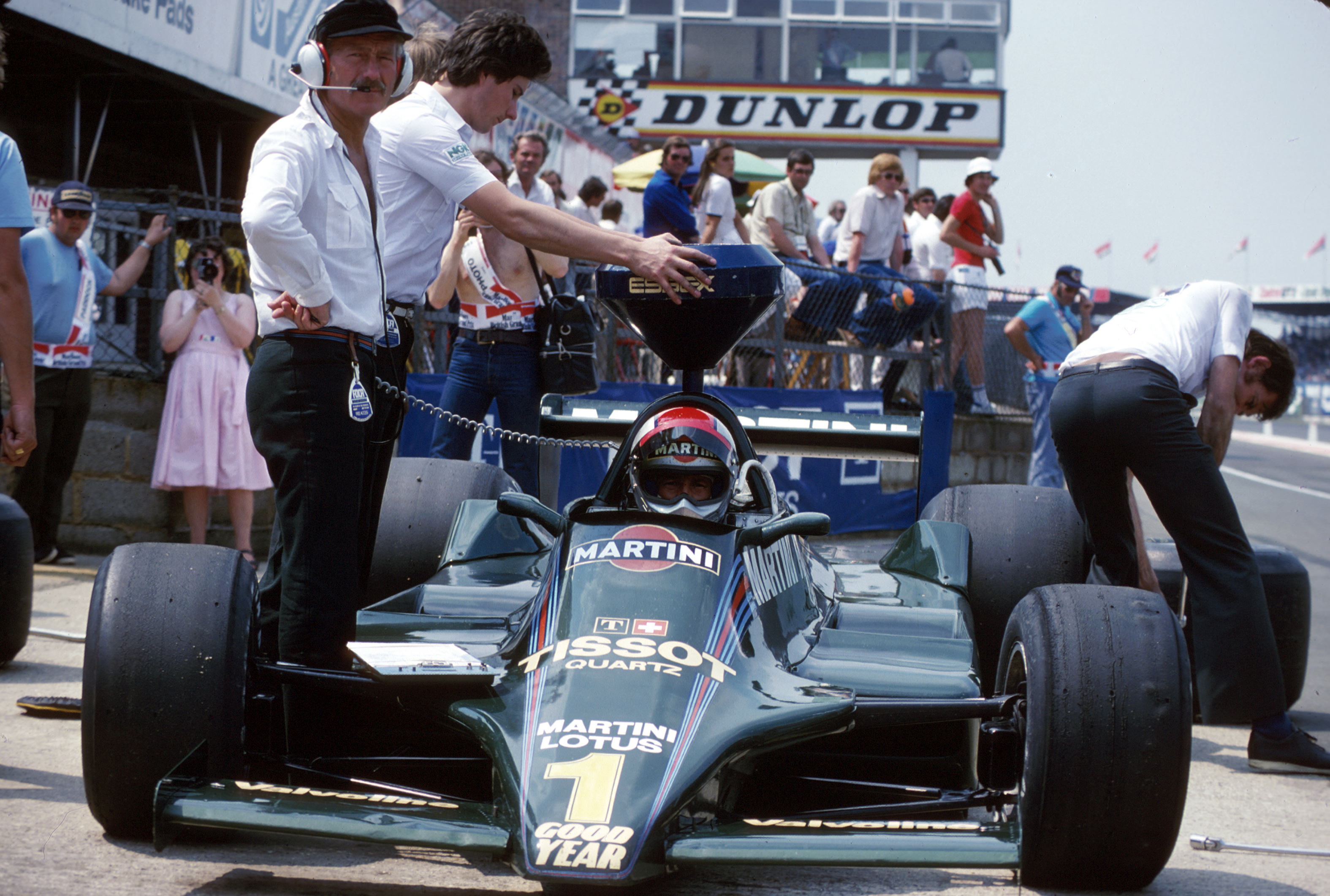
1979年イギリスGPのアンドレッティ車

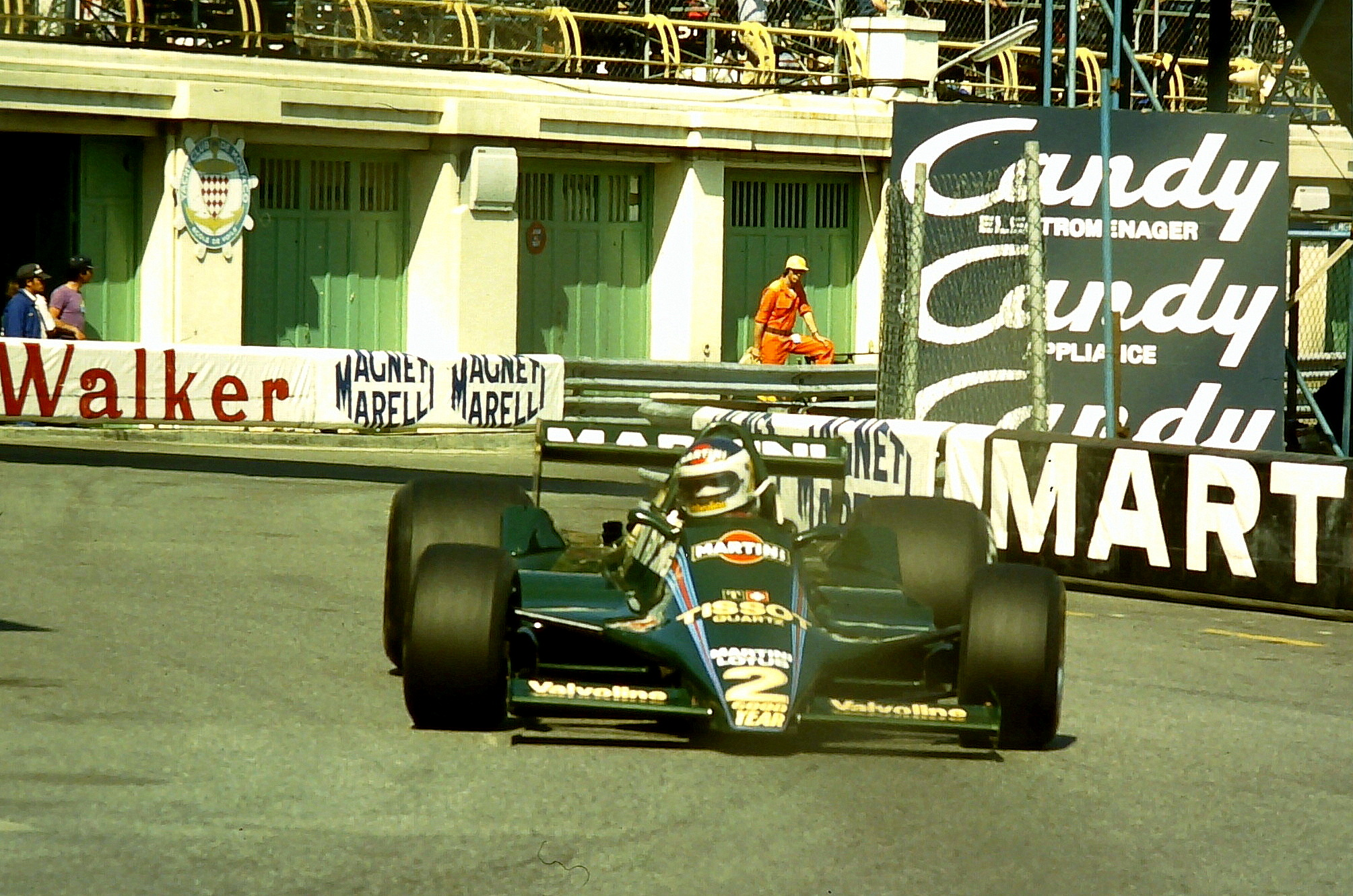
1979年モナコGPのロイテマン車

ロータスは1979年、さらに効率よくグラウンドエフェクトを発生させる新型車「80」をデビューさせた。しかし、これはあまりにも姿勢変化に敏感なマシンとなってしまい、ダウンフォースを安定して発生させることができず、第5、7、8戦でアンドレッティが出走した以外は79が使用された。もう一人のドライバーであるカルロス・ロイテマンは年間を通して79を使用した。
1979年は2 - 4号車（J.P.S.20 - J.P.S.22）が79B仕様に改修され、5号車（ML23）が新規に製造された。また、1号車（J.P.S.19）はチーム・レバークへ売却された（後述）。
B仕様ではモノコック前部の延長、ラジエターアウトレットの拡大といったマイナーチェンジが施され、リアウィングは78のようなセンターマウント式に変更された。これにあわせて従来はリアウィング翼端板に接合されていたモノコック後端はカットされ、アウトボード化されたリアブレーキのダクトが突き出している。リアブレーキをアウトボード化することによってベンチュリの流路を広げ、また従来のインボード式でブレーキと排気管が接近していたために発生したフェード問題の解決策ともされた。カラーリングはJPSが一時的に撤退したために、マルティニがメインスポンサーとなり、ジム・クラークのファンだったロッシ伯爵の希望でブリティッシュグリーンに塗られた。
1979年は他チームがこぞって79のアイデアを模倣し、より進化したグラウンド・エフェクト・カーを開発したことで、79の輝きは失われ未勝利に終わった。79はモノコックを細く設計したため捻れの力に弱かったが、ライバルのニューマシンでは対策が採られていた。また、グッドイヤーがダウンフォースの増加に応じてタイヤの寸法や特性を変えたことが不利に働いたという意見もある。
この年、ヘクトール・レバークが自分のチーム（チーム・レバーク）で79の1号車を走らせた（決勝最高位は7位）。また、終盤3戦はコンストラクターとして、レバーク・HR100を駆って出走した。HR100はジェフ・フィリスが設計し、ペンスキーの工場で作られたが、ほとんど79そのもの、もしくは79を改良したマシンであるといわれている。

## シャーシ履歴
79は5台製作され、5台とも現存する。そのうち2号車 (J.P.S.20) と3号車 (J.P.S.21) はチャップマン家の長男クライブが運営するクラシック・チーム・ロータスが管理している。
1978年シーズンには1 - 4号車 (J.P.S.19 - J.P.S.22) の4台が製造された。1977年12月に製造された1号車 (J.P.S.19) と異なり、2号車以降のシャーシは大柄なピーターソンにあわせてシャーシの寸法の見直しが図られている。1号車のシャーシも後に改造された。
アンドレッティは2号車でデビューウィンを飾ったのち3号車へ乗り換え、2号車はピーターソン専用となった。第13戦オランダGPより4号車 (J.P.S.22) がアンドレッティに与えられた。なお、4号車はクラッシュにより損傷した3号車の部品を新造シャーシに使用している。後に3号車も修復されて実戦に復帰した。ピーターソンの事故死後、アンドレッティは3号車、ジャリエは1号車を使用した。
1979年シーズンではML23の1台が製造された。

## スペック

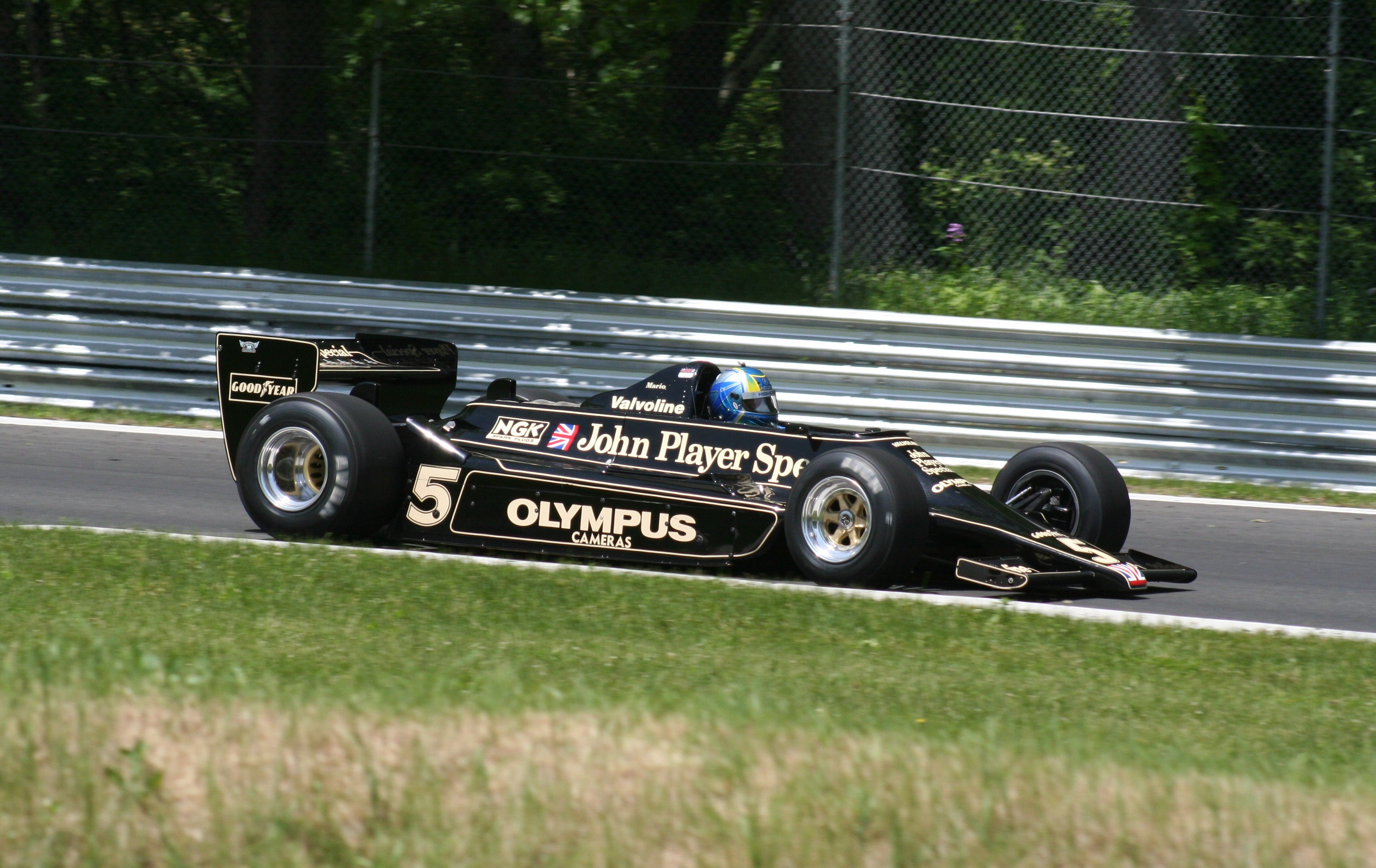
2009年5月、ライム・ロック・パークのヒストリックレースを走る79

### シャーシ
- シャーシ名 79 (J.P.S. Mk.IV)
- 全長 4,385 mm
- 全高 910 mm
- ホイールベース 2,718/2,740 mm
- 前トレッド 1,700 mm
- 後トレッド 1,620 mm
- ブレーキキャリパー ロータス/ロッキード
- ブレーキパッド・ディスク フェロード
- タイヤ グッドイヤー
- ギヤボックス ヒューランド・FG400 5速マニュアル

### エンジン
- エンジン名 フォード・コスワース・DFV
- 気筒数・角度 V型8気筒・90度
- 排気量 2,993cc
- 重量 154kg
- スパークプラグ NGK
- 燃料・潤滑油 バルボリン

## 記録

### 1978年
| 年   | No. | ドライバー     | 1   | 2   | 3   | 4   | 5   | 6   | 7   | 8   | 9   | 10  | 11  | 12  | 13  | 14    | 15  | 16  | ポイント | ランキング |
| 年   | No. | ドライバー     | ARG | BRA | RSA | USW | MON | BEL | ESP | SWE | FRA | GBR | GER | AUT | NED | ITA   | USE | CAN | ポイント | ランキング |
| ---- | --- | -------------- | --- | --- | --- | --- | --- | --- | --- | --- | --- | --- | --- | --- | --- | ----- | --- | --- | -------- | ---------- |
| 1978 | 5   | アンドレッティ |     |     |     |     |     | 1   | 1   | Ret | 1   | Ret | 1   | Ret | 1   | 6     | Ret | 10  | 86       | 1位        |
| 1978 | 6   | ピーターソン   |     |     |     |     |     |     | 2   | 3   | 2   | Ret | Ret | 1   | 2   | (Ret) |     |     | 86       | 1位        |
| 1978 | 55  | ジャリエ       |     |     |     |     |     |     |     |     |     |     |     |     |     |       | 15  | Ret | 86       | 1位        |

- 太字はポールポジション、斜字はファステストラップ、DNQは予選不通過。(key)

- コンストラクターズチャンピオン獲得。
- ドライバーズタイトル獲得（マリオ・アンドレッティ）6勝 8PP 3FL（第5戦まで78をドライブ）
- ドライバーズランキング2位（ロニー・ピーターソン）2勝 4PP 2FL（第6戦までと第14戦決勝で78をドライブ）
- ドライバーズランキング-位（ジャン＝ピエール・ジャリエ）1PP 決勝最高位15位 1FL（第15戦以降ピーターソンの代役として出走）
- ヘクトール・レバークが78で出走。

### 1979年
| 年   | No. | ドライバー     | 1   | 2   | 3   | 4   | 5   | 6   | 7   | 8   | 9   | 10  | 11  | 12  | 13  | 14  | 15  | ポイント | ランキング |
| 年   | No. | ドライバー     | ARG | BRA | RSA | USW | ESP | BEL | MON | FRA | GBR | GER | AUT | NED | ITA | CAN | USE | ポイント | ランキング |
| ---- | --- | -------------- | --- | --- | --- | --- | --- | --- | --- | --- | --- | --- | --- | --- | --- | --- | --- | -------- | ---------- |
| 1979 | 1   | アンドレッティ | 5   | Ret | 4   | 4   |     | Ret |     |     | Ret | Ret | Ret | Ret | 5   | 10  | Ret | 39       | 4位        |
| 1979 | 2   | ロイテマン     | 2   | 3   | 5   | Ret | 2   | 4   | 3   | 13  | 8   | Ret | Ret | Ret | 7   | Ret | Ret | 39       | 4位        |
| 1979 | 31  | レバーク       | Ret | DNQ | 14  | Ret | Ret | Ret |     | 12  | 9   | Ret | DNQ | 7   |     |     |     | 39       | 4位        |

- 太字はポールポジション、斜字はファステストラップ、DNQは予選不通過。(key)

- コンストラクターズランキング4位。
- ドライバーズランキング6位（カルロス・ロイテマン）予選最高位2位1回 決勝最高位2位2回
- ドライバーズランキング10位（マリオ・アンドレッティ）予選最高位4位2回 決勝最高位3位1回[7]（第5,6,8戦で80をドライブ）
- ドライバーズランキング-位（ヘクトール・レバーク）予選最高位15位1回 決勝最高位7位1回（第7戦は欠場。第13戦以降はコンストラクター・レバークから出走）